# Marlena Jansson
Marlena Jansson (* 20. November 1970) ist eine ehemalige schwedische Orientierungsläuferin.
Jansson nahm 1990 an den ersten Junioren-Weltmeisterschaften im Orientierungslauf in Älvsbyn teil und gewann dabei hinter der Norwegerin Torunn Fossli die Silbermedaille in der Einzelentscheidung und mit Gunilla Svärd und Karin Wollbrand auch Silber in der Staffel. Ein Jahr später nahm sie in der Tschechoslowakei erstmals bei den Weltmeisterschaften der Aktiven teil und gewann mit Arja Hannus, Christina Blomqvist und Marita Skogum Gold in der Staffel. 1992 wurde sie Nordische Meisterin in der Staffel mit Anette Nilsson, Annika Zell und Marita Skogum. Hinter Skogum und Nilsson gewann sie dazu die Bronzemedaille auf der Kurzdistanz. 1993 verteidigten die Schwedinnen ihr Staffelgold von 1991 mit der Aufstellung Nilsson, Jansson, Anna Bogren und Skogum. In den beiden Einzelwettbewerben wurde Jansson jeweils Sechste. 1994 gewann sie die Gesamtwertung des Orientierungslauf-Weltcups. 1995 bei den Weltmeisterschaften in Detmold wurde sie hinter der Schweizerin Marie-Luce Romanens und der Britin Yvette Hague sowie zeitgleich mit Anna Bogren Dritte auf der kurzen Distanz. Über die lange Strecke verpasste sie als Vierte eine Medaille um fünf Sekunden. Mit der Staffel gewann Jansson Silber. Eine dritte WM-Goldmedaille mit der Staffel gewann Marlena Jansson 1997 in Grimstad, 1999 in Inverness wurde sie Kurzdistanz-Vierte mit einem Rückstand von zwei Sekunden auf die Deutsche Bronzemedaillengewinnerin Frauke Schmitt-Gran. 2001 gewann sie das O-Ringen. 
Bei schwedischen Meisterschaften war sie 1987 (Ultralang), 1990 (Lang), 1995 (Mittel), 1997 (Lang) und 1998 (Lang) erfolgreich. Jansson lief für die Vereine Degerfors OK und OK Tisaren.

## Platzierungen
| Weltmeisterschaften  | Kurz | Lang | Staffel |
| -------------------- | ---- | ---- | ------- |
| 1991 Mariánské Lázně | 23.  |      | 1.      |
| 1993 West Point      | 6.   | 6.   | 1.      |
| 1995 Detmold         | 3.   | 4.   | 2.      |
| 1997 Grimstad        |      | 28.  | 1.      |
| 1999 Inverness       | 4.   |      | 3.      |

| Gesamt-Weltcup | Gesamt-Weltcup |
| -------------- | -------------- |
| 1990           | 44.            |
| 1992           | 27.            |
| 1994           | 1.             |
| 1996           | 2.             |

| Nord. Meisterschaften | Kurz | Lang | Staffel |
| --------------------- | ---- | ---- | ------- |
| 1992 Rena             | 3.   | 7.   | 1.      |
| 1997 Fjerritslev      |      |      | 2.      |
| 1999 Malvik           |      |      | 3.      |
| 2001 Mikkeli          | 22.  | 28.  |         |